# 왓사무역
왓사무역(일본어: 和寒駅)은 일본 홋카이도 가미카와 군 왓사무정에 있는 홋카이도 여객철도 소야 본선의 역이다. 역 번호는 W38이며, 단선 · 섬식의 형태를 합친 복합 구조의 철도 역사이다.

## 역 주변
- 국도 제40호선
- 도오 자동차도 왓사무 나들목
- 왓사무 정청
- 호쿠세이 신용금고 왓사무 지점
- 왓사무 히가시야마 스키장

## 역사
- 1899년 11월 15일 : 개업.
- 1987년 4월 1일 : 민영화에 따라, 홋카이도 여객철도로 이관.

## 인접 정차역
| 홋카이도 여객철도 소야 본선  | 홋카이도 여객철도 소야 본선 | 홋카이도 여객철도 소야 본선 |
| ---------------------------- | --------------------------- | --------------------------- |
| W37 시오카리 아사히카와 방면 | ■ 소야 본선                 | 히겐부치 W40 왓카나이 방면  |